# Carl von Reichenbach
Carl Ludwig Friedrich von Reichenbach, född 12 februari 1788 i Stuttgart, död 19 januari 1869 i Leipzig, var en tysk kemist.
Reichenbach vistades sedan 1836 för det mesta på godset Schloss Reissenberg vid Wien. Han var under sina tidigare år verksam inom bergsbruket, särskilt med ett järnverk i Blansko (i Mähren). Han gjorde många kemiska undersökningar av stort värde. Bland dessa arbeten förtjänar att ihågkommas hans undersökningar av meteoriter, torrdestillation av trä och brunkol liksom andra undersökningar inom den organiska kemins område, varvid han upptäckte många nya ämnen, till exempel paraffin och kreosot. 
Reichenbachs forskning på de naturvetenskapliga områdena hindrade honom inte att lämna sin fantasi fria tyglar inom det psykologiska. Han trodde sig för förklaringen av själslivet kunna anta tillvaron av "ödisk-magnetiska" krafter och råkade genom att hårdnackat försvara sådana tankar i de skarpaste strider med berömda naturforskare, till exempel Gustav Fechner och Matthias Jakob Schleiden. Sina tankar nedlade Reichenbach i ett stort antal avhandlingar och skrifter, vilka närmare finnas angivna i Johann Christian Poggendorffs "Biografisch-literarisches Handwörterbuch".
Auktorsnamnet C.Rchb. kan användas för Carl von Reichenbach i samband med ett vetenskapligt namn inom botaniken; se Wikipediaartiklar som länkar till auktorsnamnet. Han blev ledamot av Leopoldina 1854.